# Ophelia denticulata
Ophelia denticulata är en ringmaskart som beskrevs av Addison Emery Verrill 1875. Ophelia denticulata ingår i släktet Ophelia och familjen Opheliidae. Inga underarter finns listade i Catalogue of Life.